# 슈거 (영화)
《슈거》(영어: Sugar)는 미국에서 제작된 애나 보든과 라이언 플렉 감독의 2008년 스포츠 드라마 영화이다. 알헤니스 페레스 소토 등이 출연하였고, 폴 S. 미지 등이 제작에 참여하였다.

## 줄거리
산페드로데마코리스 외곽 작은 마을 출신 19살 투수 미겔 "슈거" 산토스는 도미니칸 서머 리그에서 뛰던 중 너클 커브를 익힌 뒤 미국 마이너 리그 베이스볼 싱글 A 팀에 입단한다. 그러나 문화와 언어 차이, 일상 속 편견으로 힘겨워하던 미겔은 부상자 명단에 오른 사이에 의지가 되는 대상이었던 팀내 유일한 고국 출신 선수가 방출되자 고립감을 견디지 못해 기량이 흔들리고 아메리칸 드림이 무너져 내리기 시작한다.

## 출연
- 알헤니스 페레스 소토
- 안드레이 홀랜드
- 마이클 개스턴
- 제이미 티렐리
- 리처드 불
- 엘러리 포터필드
- 카롤리나 비드라

## 기타 제작진
- 배역: 신디 톨런
- 미술: 베스 미클
- 의상: 에린 베낵

## 개봉
《슈거》는 소니 픽처스 클래식스에 의해 인수되었으며 2009년 4월 3일 뉴욕시와 로스앤젤레스에서 개봉되었다.

### 평가
《슈거》는 비평가들로부터 긍정 평가를 받았다. 리뷰 애그리게이터 웹사이트 로튼 토마토는 92%의 승인 점수(approval rating), 130개 리뷰에 기반한 7.8/10의 평균 점수를 주었다.